# رحمت‌آباد (نگین کویر)
رحمت‌آباد، روستایی در دهستان چاهدگال بخش نگین کویر شهرستان فهرج در استان کرمان ایران است.

## جمعیت
بر پایه سرشماری عمومی نفوس و مسکن در سال ۱۳۹۵، جمعیت این روستا برابر با ۳۵ نفر (۱۳ خانوار) بوده‌است.